# Anselmo L. Figueroa
Anselmo L. Figueroa (21 de abril de 1861 - Los Angeles, 14 de junho de 1915) foi um político e jornalista anarquista mexicano, integrante da Junta Organizadora do Partido Liberal Mexicano. Em setembro de 1910 encarrega-se da edição de Regeneración que inicia sua quarta época, agora com o lema "Semanário Revolucionário" desde Los Angeles, Califórnia, e no qual colaboram Ricardo Flores Magón, Lázaro Gutiérrez de Lara, Antonio I. Villarreal e Enrique Flores Magón que tinham sido encarcerados em Arizona no mês de agosto.
Junto com Ricardo e Enrique Flores Magón subscreveu o Manifesto de 23 de setembro de 1911 no qual propõem uma postura abertamente anarcocomunista ante o levantamento armado que nesse tempo se vivia em México.
De 14 de junho de 1911 a janeiro de 1914 esteve prisioneiro na penitenciária Mc Neil Island, Washington, junto com Livrado Rivera, Ricardo e Enrique Flores Magón, acusados todos pelo governo estadounidense numa corte de Los Angeles, de violar as leis de neutralidade pelos factos ocorridos em Baixa Califórnia em maio de 1911.
Ao sair de prisão em 1914, voltou a ocupar na edição de Regeneracion junto com seus colegas.
Faleceu em 14 de junho de 1915 por causa da pobreza e a deterioração de sua saúde pelos trabalhos forçados realizados na prisão.